# Elastinen
Elastinen, pseudonimo di Kimmo Ilpo Juhani Laiho (Helsinki, 18 aprile 1981), è un rapper finlandese, fondatore e CEO dell'etichetta di musica rap indipendente Rähinä Records.
Assieme al suo collega Iso H, ha formato un duo chiamato Fintelligens.

## Biografia
Nato ad Helsinki il 18 aprile 1981, Elastinen iniziò a prendere lezioni di chitarra all'età di sette anni. A undici anni incominciò a ballare e ad entrare in gruppi famosi di break dance come IMC e Savage Feet. Ispirato dalle cassette hip hop date dal fratello maggiore, "Ela" scrisse il suo primo testo rap all'età di 15 anni. Entrò pure a far parte del gruppo antirazzista "Colorblind" e incontrò Iso H. Nell'estate del 1997, Elastinen e Iso H fondarono i Fintelligens. Elastinen era diciottenne e firmò il suo primo contratto.
Ela si diplomò alla Sibelius high school nel 2000, quando Fintelligens pubblicarono il loro album di debutto Renesanssi. Nell'autunno del 2001, Elastinen e Iso H pubblicarono il loro secondo album, Tän Tahtiin.
Quando Elastinen stava facendo la leva militare a Santahamina nel 2002 egli usò il suo tempo libero per esibirsi con Iso H. I Fintelligens pubblicarono così il terzo album a novembre, Kokemusten Summa, album interamente prodotto da Elastinen.
Nel 2004 Elastinen pubblicò il primo album da solista, Elaksis Kivi. Nel 2006 terminò il suo secondo album Anna soida. Il primo singolo, la titletrack fu un successo. Il terzo album, E.L.A., è stato pubblicato nel novembre 2007. Il primo singolo estratto, Ovet paukkuu, divenne la numero uno su NRJ-Finland e venne passata a lungo sui principali canali musicali finlandesi, MTV e The Voice.
Il 31 dicembre 2011 partecipa come membro della giuria di The Voice of Finland, format televisivo musicale.
Il 13 febbraio 2013 venne pubblicato il singolo Iisii, che anticipa la pubblicazione del quarto album di studio, Joka päivä koko päivä, avvenuta il 26 aprile 2013. Due giorni prima venne pubblicato il secondo singolo tratto dall'album, Hallussa.

## Discografia
- 2004 - Elaksis Kivi
- 2006 - Anna soida
- 2007 - E.L.A.
- 2013 - Joka päivä koko päivä
- 2015 - Iso kuva
- 2016 - Elastinen feat.